# Liparis apiculata
Liparis apiculata är en orkidéart som beskrevs av Rudolf Schlechter. Liparis apiculata ingår i släktet gulyxnen, och familjen orkidéer. Inga underarter finns listade i Catalogue of Life.